# 최다니엘
최다니엘(1986년 2월 22일 ~ )은 대한민국의 배우이다.

## 학력
- 서울신암초등학교 졸업
- 신암중학교 졸업
- 광문고등학교 졸업
- 청운대학교 방송연기학과 (중퇴)

## 출연작

### 드라마
| 연도                         | 방송사   | 제목                                | 역할                    | 비고     |
| ---------------------------- | -------- | ----------------------------------- | ----------------------- | -------- |
| 2005                         | KBS2     | 수목드라마 《황금사과》             | 장순경                  | 30부작   |
| 2006                         | KBS2     | 수목드라마 《황금사과》             | 장순경                  | 30부작   |
| 2008                         | KBS2     | 월화드라마 《그들이 사는 세상》     | 양수경                  | 16부작   |
| 2008                         | MBC      | 수목드라마 《종합병원 2》           | 변태오                  | 특별출연 |
| 2009                         | MBC      | 수목드라마 《종합병원 2》           | 변태오                  | 특별출연 |
| 주말드라마 《잘했군 잘했어》 | MBC      | 이은혁                              | 40부작                  |          |
| 시트콤 《지붕뚫고 하이킥!》  | MBC      | 이지훈                              | 126부작                 |          |
| 시트콤 《지붕뚫고 하이킥!》  | MBC      | 이지훈                              | 126부작                 | 2010     |
| 2011                         | KBS2     | 월화드라마 《동안미녀》             | 최진욱                  | 20부작   |
| 2011                         | SBS      | 금요드라마 《더 뮤지컬》            | 홍재이                  | 15부작   |
| 2012                         | MBC      | 시트콤 《하이킥! 짧은 다리의 역습》 | 이지훈                  | 특별출연 |
| 2012                         | TV조선   | 토일드라마 《지운수대통》           | 김다니엘                | 특별출연 |
| 2012                         | SBS      | 드라마스페셜 《유령》               | 박기영                  | 특별출연 |
| 2012                         | KBS2     | 월화드라마 《학교 2013》            | 강세찬                  | 16부작   |
| 2013                         | KBS2     | 월화드라마 《학교 2013》            | 강세찬                  | 16부작   |
| 수목드라마 《연애를 기대해》 | KBS2     | 차기대                              | 2부작                   |          |
| 2014                         | KBS2     | 월화드라마 《빅맨》                 | 강동석                  | 16부작   |
| 2015                         | tvN      | 금토드라마 《하트 투 하트》         | 빵집 최 사장            | 특별출연 |
| 2017                         | KBS2     | 월화드라마 《저글러스》             | 남치원                  | 16부작   |
| 2018                         | KBS2     | 수목드라마 《오늘의 탐정》          | 이다일                  | 16부작   |
| 2019                         | KBS2     | 월화드라마 《국민 여러분!》         | 신혼부부                | 특별출연 |
| 2020                         | tvN      | 금토드라마 《사이코지만 괜찮아》    | 본인                    | 특별출연 |
| 2022                         | SBS      | 금토드라마 《오늘의 웹툰》          | 석지형                  | 16부작   |
| 2023                         | 넷플릭스 | 웹 드라마 《마스크걸》              | 박기훈                  | 7부작    |
| 2024                         | JTBC     | 수목드라마 《놀아주는 여자》        | 약국 앞을 지나가던 행인 | 특별출연 |
| 2024                         | JTBC     | 토일드라마 《가족X멜로》            | 권오현                  | 특별출연 |
| 2024                         | KBS 조이 | 《오늘도 지송합니다》               | 차현우                  | 12부작   |

### 영화
- 2009년 영화 《요가학원》 ... 동훈 역
- 2010년 영화 《시라노; 연애조작단》 ... 이상용 역
- 2012년 영화 《공모자들》 ... 이상호 역
- 2012년 영화 《복숭아나무》 ... 캐리커쳐 연예인 역 (카메오 출연)
- 2013년 영화 《열한시》 ... 지완 역
- 2014년 영화 《기술자들》 ... 갤러리 대표 역
- 2015년 영화 《악의 연대기》 ... 가짜 김진규 역
- 2015년 영화 《치외법권》 ... 조유민 역
- 2019년 영화 《비스트》 ... 양종찬 역
- 2025년 영화 《써니데이》 ... 조동필 역

### 교양
| 연도 | 방송사 | 제목                       | 비고   |
| ---- | ------ | -------------------------- | ------ |
| 2024 | TV조선 | 《식객 허영만의 백반기행》 | 게스트 |

### 예능
| 연도 | 방송일           | 방송사 | 제목                    | 회차       | 비고      |
| ---- | ---------------- | ------ | ----------------------- | ---------- | --------- |
| 2024 | 09.23~2024.10.14 | MBN    | 《한일로맨스 혼전연애》 | -          | 진행자    |
| 2025 | 01.19            | SBS    | 런닝맨                  | 736회      | 게스트    |
| 2025 | 03.02            | SBS    | 런닝맨                  | 742회      | 게스트    |
| 2025 | 04.06-현재       | SBS    | 런닝맨                  | 747회~현재 | 임대 멤버 |
| 2025 | 04.05            | 유튜브 | 핑계고                  | 73회       | 게스트    |

### CF 광고
| 연도   | 광고주            | 상품명                   |
| ------ | ----------------- | ------------------------ |
| 2003년 | 롯데제과          | 빼빼로                   |
| 2005년 | 삼성에버랜드      | 에버랜드                 |
| 2007년 | 오뚜기            | 스낵면                   |
| 2007년 | NHN               | 네이버 세상은 자란다 2편 |
| 2007년 | 한국맥도날드      | 단호박맛 삼각파이        |
| 2008년 | 한국맥도날드      | 초코맛 삼각파이          |
| 2008년 | SK텔레콤          | 생각대로 T - 신입사원편  |
| 2009년 | SK텔레콤          | 생각대로 T - 2009년편    |
| 2010년 | 카페베네          | 와플편                   |
| 2014년 | 맘스터치          | 싸이버거                 |
| 2015년 | Zoo Coffee (중국) |                          |
| 2015년 | Goodoc            |                          |

### 뮤직 비디오
- 성현아 - 〈Turn It Up〉(2004년)
- 브라운 아이드 소울 - 〈Love Ballad〉(2010년)
- 왁스 - 〈Coin Laundry〉(2014년)

### 라디오 프로그램
- KBS 월드라디오 영어방송 《KBS WORLD Radio 뉴스》 (2011년 ~ )
- U-KBS MUSIC 《더 가까이... 최다니엘입니다》 (2013년 5월 1일 ~ 2013년 10월 27일)
- KBS 쿨FM 《최다니엘의 팝스 팝스》 (2013년 10월 28일 ~ 2014년 12월 31일)
- EBS FM 《EBS 책 읽는 라디오 낭독 시리즈》 (2015년)

## 기타 활동
- OGN VJ (2005년)
- 카페베네 홍보대사 (2010년)

## 수상 및 후보
| 연도 | 시상식                        | 부문                                           | 작품                  | 결과 |
| ---- | ----------------------------- | ---------------------------------------------- | --------------------- | ---- |
| 2008 | 제2회 Mnet 20's Choice        | Hot CF 스타                                    | T:회사원 편           | 후보 |
| 2009 | MBC 방송연예대상              | 코미디·시트콤부문 남자 신인상                  | 지붕뚫고 하이킥!      | 수상 |
| 2009 | MBC 방송연예대상              | 베스트 커플상 (with 황정음)                    | 지붕뚫고 하이킥!      | 후보 |
| 2010 | 제46회 백상예술대상           | TV부문 남자 신인연기상                         | 지붕뚫고 하이킥!      | 후보 |
| 2010 | 제47회 대종상                 | 신인남우상                                     | 시라노; 연애조작단    | 후보 |
| 2010 | 제8회 대한민국 영화대상       | 신인남우상                                     | 시라노; 연애조작단    | 후보 |
| 2010 | 제31회 청룡영화상             | 신인남우상                                     | 시라노; 연애조작단    | 후보 |
| 2011 | 제8회 맥스무비 최고의 영화상  | 최고의 신인남자배우상                          | 시라노; 연애조작단    | 후보 |
| 2011 | 제47회 백상예술대상           | 영화부문 남자 신인연기상                       | 시라노; 연애조작단    | 후보 |
| 2011 | 제15회 부천국제판타스틱영화제 | 판타지어 어워드 남자부문                       | 시라노; 연애조작단    | 수상 |
| 2011 | KBS 연기대상                  | 미니시리즈부문 남자 우수연기상                 | 동안미녀              | 수상 |
| 2011 | KBS 연기대상                  | 남자 네티즌상                                  | 동안미녀              | 후보 |
| 2011 | KBS 연기대상                  | 베스트 커플상 (with 장나라)                    | 동안미녀              | 후보 |
| 2012 | 제49회 대종상                 | 신인남우상                                     | 공모자들              | 후보 |
| 2012 | KBS 연기대상                  | 미니시리즈부문 남자 우수연기상                 | 학교 2013             | 후보 |
| 2013 | KBS 연기대상                  | 남자 연작·단막극상                             | 연애를 기대해         | 수상 |
| 2014 | KBS 연기대상                  | 미니시리즈부문 남자 우수연기상                 | 빅맨                  | 후보 |
| 2018 | KBS 연기대상                  | 미니시리즈부문 남자 우수연기상                 | 저글러스, 오늘의 탐정 | 수상 |
| 2018 | KBS 연기대상                  | 남자 네티즌상                                  | 저글러스, 오늘의 탐정 | 후보 |
| 2018 | KBS 연기대상                  | 베스트 커플상 (with 백진희)                    | 저글러스              | 수상 |
| 2018 | KBS 연기대상                  | 베스트 커플상 (with 박은빈)                    | 오늘의 탐정           | 후보 |
| 2022 | SBS 연기대상                  | 미니시리즈 코미디·로맨스부문 남자 최우수연기상 | 오늘의 웹툰           | 후보 |
| 2024 | MBC 방송연예대상              | 남자 신인상                                    | 전지적 참견 시점      | 후보 |
| 2024 | MBC 방송연예대상              | 리얼리티부문 베스트 엔터테이너상               | 전지적 참견 시점      | 수상 |